# Biskupice-Pulkov
Pour les articles homonymes, voir Biskupice.
Biskupice-Pulkov (en allemand : Biskupitz-Pulkau) est une commune du district de Třebíč, dans la région de Vysočina, en République tchèque. Sa population s'élevait à 256 habitants en 2020.

## Géographie
Biskupice-Pulkov se trouve à 15 km à l'est de Moravské Budějovice, à 22 km au sud-est de Třebíč, à 51 km au sud-est de Jihlava et à 162 km au sud-est de Prague.
La commune est limitée par Radkovice u Hrotovic au nord-ouest et au nord, par Litovany au nord-est, par Újezd à l'est, par Slatina au sud et par Rozkoš au sud-ouest.

## Histoire
La première mention écrite de la localité date de 1131.

## Transports
Par la route, Biskupice-Pulkov se trouve à 15,5 km de Jaroměřice nad Rokytnou, à 24,5 km de Třebíč, à 62 km de Jihlava et à 194 km de Prague.